# Lingen (Ems)
Lingen (Ems) è una città di 51.554 abitanti della Bassa Sassonia, in Germania. È il centro maggiore, ma non il capoluogo, del circondario (Landkreis) dell'Emsland (targa EL), e si fregia del titolo di "Grande città indipendente" (Große selbständige Stadt).

## Amministrazione

### Gemellaggi
Lingen è gemellata con:
- East Staffordshire, dal 1982
- Bielawa, dal 1993
- Marienberg, dal 1996
- Salt, dal 1998
- Elbeuf, dal 2004